# آنتم اسپورتس اند اینترتینمنت
آنتم اسپورتس اند اینترتینمنت (انگلیسی: Anthem Sports & Entertainment) شرکت رسانه‌ای و تبلیغات ورزشی کانادایی است، که در سال ۲۰۱۰ توسط لئونارد آسپر تأسیس شد. این گروه، مالک شرکت‌های ای‌اکس‌اس، اینویکتا فایتینگ چمپیونشیپس، فایت نتورک، گیم تی‌وی و تی‌ان‌ای رسلینگ می‌باشد.